# Катин
Вижте пояснителната страница за други значения на Катин.
Катин (на руски: Катынь) е село в Смоленски район, Смоленска област, Русия.
Намира се на 18 км западно от областния център Смоленск. Население – 1737 души (2007).
Селото получава известност с близката Катинска гора, където са извършени масови разстрели на полски военнопленници и цивилни от НКВД през 1940 г.
На 10 април 2010 г., на път за церемония на полския Катински мемориал за 70-ата годишнина на разстрелите, край Смоленск загиват в авиокатастрофа президентът на Полша Лех Качински и висши държавни политически и военни лица – заместник-председатели на камарите на парламента (Сейм и Сенат), заместник-министри, председателят на Централната банка, началникът на Генералния щаб и командващите видовете въоръжени сили и др.